# 밀로라드 마지치
밀로라드 마지치(세르비아어: Милорад Мажић / Milorad Mažić, 1973년 3월 23일 ~ )는 세르비아의 축구 심판이다. 2006년부터 세르비아 수페르리가의 심판을 맡아오고 있으며, 2009년부터 국제축구연맹 주관 대회의 심판도 맡고 있다.

## 심판 경력

### FIFA 월드컵
2014년 FIFA 월드컵
- 2014년 6월 16일:  독일 -  포르투갈 (G조)
- 2014년 6월 21일:  아르헨티나 -  이란 (F조)

2018년 FIFA 월드컵
- 2018년 6월 24일:  대한민국 -  멕시코 (F조)
- 2018년 6월 28일:  세네갈 -  콜롬비아 (H조)
- 2018년 7월 6일:  브라질 -  벨기에 (8강전)

### UEFA 유럽 축구 선수권 대회
UEFA 유로 2016
- 2016년 6월 13일:  아일랜드 -  스웨덴 (조별 리그)
- 2016년 6월 17일:  스페인 -  튀르키예 (조별 리그)
- 2016년 6월 26일:  헝가리 -  벨기에 (16강전)